# Efstathios Aloneftis
Efstathios „Stathis“ Aloneftis (* 29. März 1983 in Nikosia, Zypern; griechisch Ευστάθιος Αλωνεύτης) ist ein zyprischer Fußballspieler.

## Verein
Seine Karriere begann der linke Mittelfeldspieler, der auch als Stürmer eingesetzt werden kann, bei Omonia Nikosia. Mit Omonia gewann er 2001 und 2003 die Meisterschaft sowie den Zypern-Pokal im Jahr 2005. Zur Saison 2005/06 wechselte Aloneftis zu AE Larisa in die griechische Superleague, wo er 2007 mit seinem Verein überraschend den Griechischen Pokal gewinnen konnte.
Zur Saison 2007/08 wechselt Aloneftis zum deutschen Bundesligisten Energie Cottbus, wo er einen bis 2010 gültigen Vertrag unterschrieb. Damit war er der erste und bisher einzige Zyprer in der höchsten deutschen Spielklasse. Der Vertrag wurde nach nur einem Jahr aufgelöst und Aloneftis wechselte zur Saison 2008/09 zurück zu Omonia Nikosia, mit denen er 2010 Meister wurde. Von 2012 bis 2020 spielte er dann für APOEL Nikosia und gewann elf weitere nationale Titel. 
Momentan ist er ohne neuen Verein.

## Nationalmannschaft
Efstathios Aloneftis war von 2005 bis 2016 Mitglied der zyprischen Fußballnationalmannschaft und erzielte in 63 Länderspielen insgesamt zehn Treffer.

## Titel
- Zyprischer Meister: 2001, 2003, 2010, 2013, 2014, 2015, 2016, 2017, 2018, 2019
- Griechischer Pokalsieger: 2007
- Zyprischer Pokalsieger: 2005, 2011, 2012, 2014, 2015
- Zyprischer Supercup: 2003, 2005, 2010, 2013, 2019

| Personendaten    | Personendaten                                                     |
| ---------------- | ----------------------------------------------------------------- |
| NAME             | Aloneftis, Efstathios                                             |
| ALTERNATIVNAMEN  | Aloneftis, Stathis (Spitzname); Αλωνεύτης, Ευστάθιος (griechisch) |
| KURZBESCHREIBUNG | zyprischer Fußballspieler                                         |
| GEBURTSDATUM     | 29. März 1983                                                     |
| GEBURTSORT       | Nikosia, Zypern                                                   |